# Moritz Seyerl
Moritz Seyerl (* 7. März 1821 in Mannsberg, Gemeinde Kappel am Krappfeld; † 20. April 1905 in Fürnitz) war ein österreichischer Werksdirektor und Politiker.

## Leben
Seyerl war der Sohn des Anwalts des Domstiftes Gurk Franz Seyerl (* 1785/86; † 21. März 1871) und dessen Ehefrau Anna geb. Edle von Knapitsch (* 1791/92; † 17. Januar 1868). Er war römisch-katholisch und heiratete am 14. April 1850 Aloisia Prinzhofer (* 3. August 1829; † 11. Februar 1851). Aus der Ehe ging ein Sohn hervor. Nach dem Tod der ersten Ehefrau heiratete er am 1. Mai 1855 Pauline Werzer (* 7. September 1834; † 27. März 1883). Aus der zweiten Ehe ging ein Sohm, der jung starb und eine Tochter hervor. Die Tochter Anna heiratete Karl Hermann Winkler.
Er besuchte die Volksschule und absolvierte ein Studium an der Bergakademie Schemnitz / Selmecbànya / Banska Štiavnica, Slowakei. Er wurde Buchhalter und ab 1861 Werksdirektor und Prokurist der „Comp. Rauscher“, Radwerke in Heft und Mosinz. Von 1869 bis 1875 war er Prokurist der „Hüttenberger Eisenwerks-Gesellschaft“ bei der Hauptniederlassung in Klagenfurt und ab 1875 Direktor der Silberegger Aktienbierbrauerei mit Sitz in Klagenfurt.

## Politik
Im Jahr 1861 wurde er Ausschuss-Mitglied des St. Veiter Gemeinderates. Zwischen 1864 und 1869 amtierte er als Bürgermeister von Sankt Veit an der Glan.
Vom 23. November 1865 (Nachwahl am 15. November 1865 nach dem Rücktritt von Johann Jessernig) bis zum am 2. Januar 1871 war er Abgeordneter im Kärntner Landtag für den Wahlbezirk STM 3 St. Veit.